# آسیب‌شناسی سلولی

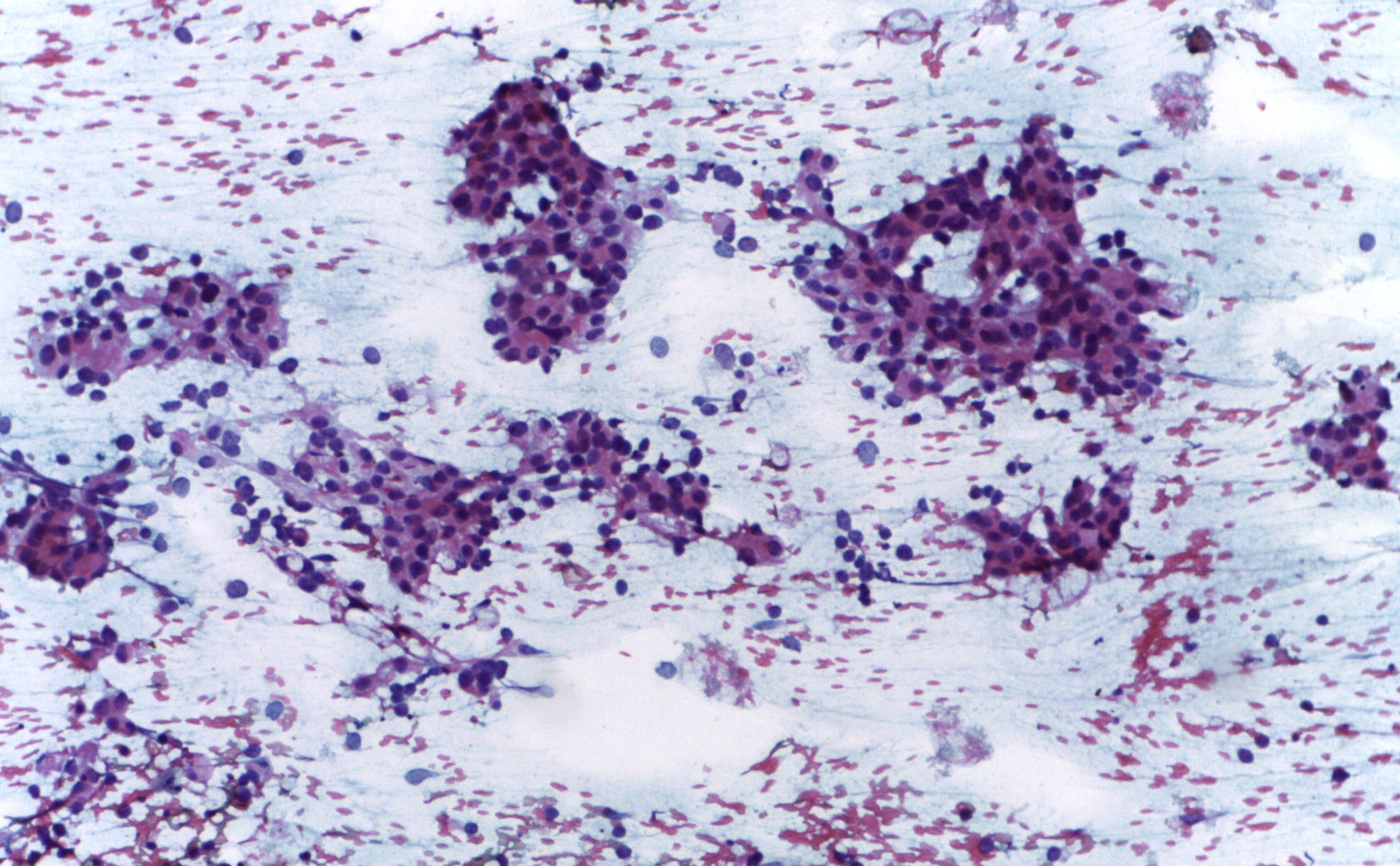
تصویر حاضر کاربرد آسیب‌شناسی سلولی را در تشخیص سرطان پستان نشان می‌دهد.

آسیب‌شناسی سلولی (به انگلیسی: Cytopathology) شاخه‌ای از علم آسیب‌شناسی است که به بررسی و تشخیص بیماری‌ها در سطح سلولی می‌پردازد. این علم برخلاف علم آسیب‌شناسی بافتی که مربوط به بررسی کلیت بافت هاست، به بررسی سلول‌های منفرد و قطعات بافتی می‌پردازد. این شاخه از علم در سال ۱۹۲۸ توسط فردی به نام جورجیوس پاپانیکولائو ایجاد شد. اگرچه این علم به‌طور معمول در تشخیص سرطان در قسمت‌های وسیعی از نواحی بدن کاربرد دارد، اما می‌توان از آن در تشخیص برخی بیماری‌های عفونی و در برخی مشکلات سیستم ایمنی استفاده کرد.